# Neuve-Maison
Neuve-Maison – miejscowość i gmina we Francji, w regionie Hauts-de-France, w departamencie Aisne.
Według danych na styczeń 2014 roku gminę zamieszkiwało 621 osób, a gęstość zaludnienia wynosiła 73,8 osób/km².